# Can Fortuny de Dalt
Can Fortuny de Dalt és una obra de Riells i Viabrea (Selva) inclosa a l'Inventari del Patrimoni Arquitectònic de Catalunya. Es troba a 250 m d'altitud sobre un petit promontori a tocar de la carretera.

## Descripció
És un edifici senzill format per diversos cossos d'ampliació realitzats al llarg dels anys, que conformen un joc de teulades a diferents nivells.
La crugia central és de tres plantes amb vessants a façana. Té un portal d'arc rebaixat de rajols, una finestra emmarcada amb pedra i una gran obertura de rajols a l'últim pis que correspon a l'assecador.
La de la dreta té obertures de rajol i una gran xemeneia també de rajol. Aquesta part correspon a la cuina i, a l'exterior, es pot veure el forn.
A l'esquerra hi ha la part de les antigues corts perfectament conservada que correspon a la part més antiga de la construcció. La façana mostra un portal quadrangular amb llinda monolítica i una finestra de pedra amb la llinda decorada amb un petit cap d'angelet esculpit i amb ampit motllurat i amb sanefa decorativa.
L'interior és molt senzill. Els forjats són d'embigat de fusta i el paviment de la planta baixa de lloses de pedra, mentre que el pis superior té terres de toves i de fusta. Les portes són simples amb llinda de fusta.
Davant de la façana hi ha l'era i enfront una construcció de planta rectangular amb vessant a la façana posterior que eren les antigues quadres i el graner, avui s'utilitza com a taller. La part inferior dels murs és de pedra, mentre que el segon pis és de rajol i presenta múltiples obertures rectangulars petites per airejar.

## Història
Can Fortuny de Dalt pertany a la finca de Can Joia. Va ser bastida en dues fases: la primera l'any 1730, i la segona el 1888.
Era propietat de Joaquim Godori Moragas que la va vendre a Joaquim Cusachs. Fins a l'any 1995 hi havia Joan Clopés com a masover. Després va estar deshabitada durant vuit anys i actualment està en règim de lloguer. Els llogaters actuals hi estan fent obres de millora des de fa tres anys. En aquests moments s'està aïllant la teulada i folrant el sostre de fusta. La construcció del davant de les antigues quadres s'ha convertit en el taller dels estadants que es dediquen a la creació artística.